# Відмовонестійкий
«Відмовонестійкий» (англ. Fault-Intolerant) — науково-фантастичне оповідання американського письменника Айзека Азімова, опубліковане в травні 1990 року журналом «Science Fiction Magazine». Оповідання ввійшло в збірку «Золото» (1995).

## Сюжет
Письменник купив комп'ютер відмовостійкий до дій користувача, який спочатку почав виправляти його орфографію і незнайомі слова. А потім почав самостійно писати твори в манері автора.
Самому ж письменнику не залишилось що робити, оскільки комп'ютер є відмовостійким.

## Зв'язок з іншими творами Азімова
Сюжет подібний до оповідань Азімова «Кел» та Раб коректури.